# Marina Bay
Marina Bay ist der jüngste Stadtteil von Singapur. Das Gebiet des Stadtteils wurde hauptsächlich durch Aufschüttungen dem Singapore River abgerungen. Heutzutage ist der Stadtteil für seine zahlreichen touristischen Attraktionen weltbekannt.

## Geschichte
Im Jahr 1969 begannen in Marina Bay die Landgewinnungsarbeiten zur Schaffung von 360 Hektar erstklassigem Wassergrundstück. Das zurückgewonnene Land bildet die heutigen Gebiete Marina Center und Marina South, und die Rückgewinnungsarbeiten wurden 1992 abgeschlossen. Bei der Rückgewinnung wurden das Telok Ayer Basin und die inneren Straßen von der Karte entfernt, indem Land zurückgewonnen wurde, während der Singapore River jetzt in die Bucht statt direkt ins Meer fließt.
Die langfristigen Visionen für das Gebiet von Marina Bay wurden erstmals 1983 im Masterplan der URA formuliert, wobei die Uferbereiche bewusst für die Öffentlichkeit zugänglich gemacht wurden. 1988 wurde der Entwurf des Plans für Marina Bay in einer zweiwöchigen Ausstellung der Öffentlichkeit vorgestellt, in der die Ziele für die Entwicklung dargelegt wurden, darunter die Optimierung der Lage am Wasser und die Schaffung eines unverwechselbaren Images mit internationalen Orientierungspunkten, die in den Mittelpunkt rücken könnten Punkt für die Stadt.
Im Jahr 2005 gab die Urban Redevelopment Authority 400.000 US-Dollar für ein Branding aus, um das Gebiet um Marina Bay zu benennen, um die neuen Hauptentwicklungen in dem Gebiet zu verkaufen, und ließ sich dann unter dem ursprünglichen Namen „Marina Bay“ nieder. Später, im Jahr 2008, wurde die Marina Barrage gebaut, die die Meerenge von Singapur trennt und für Wasserversorgung, Hochwasserschutz und neue Lifestyle-Attraktionen sorgt.
Im Film Independence Day: Wiederkehr wurde die Marina Bay vom Raumschiff zerstört.

## Tourismus

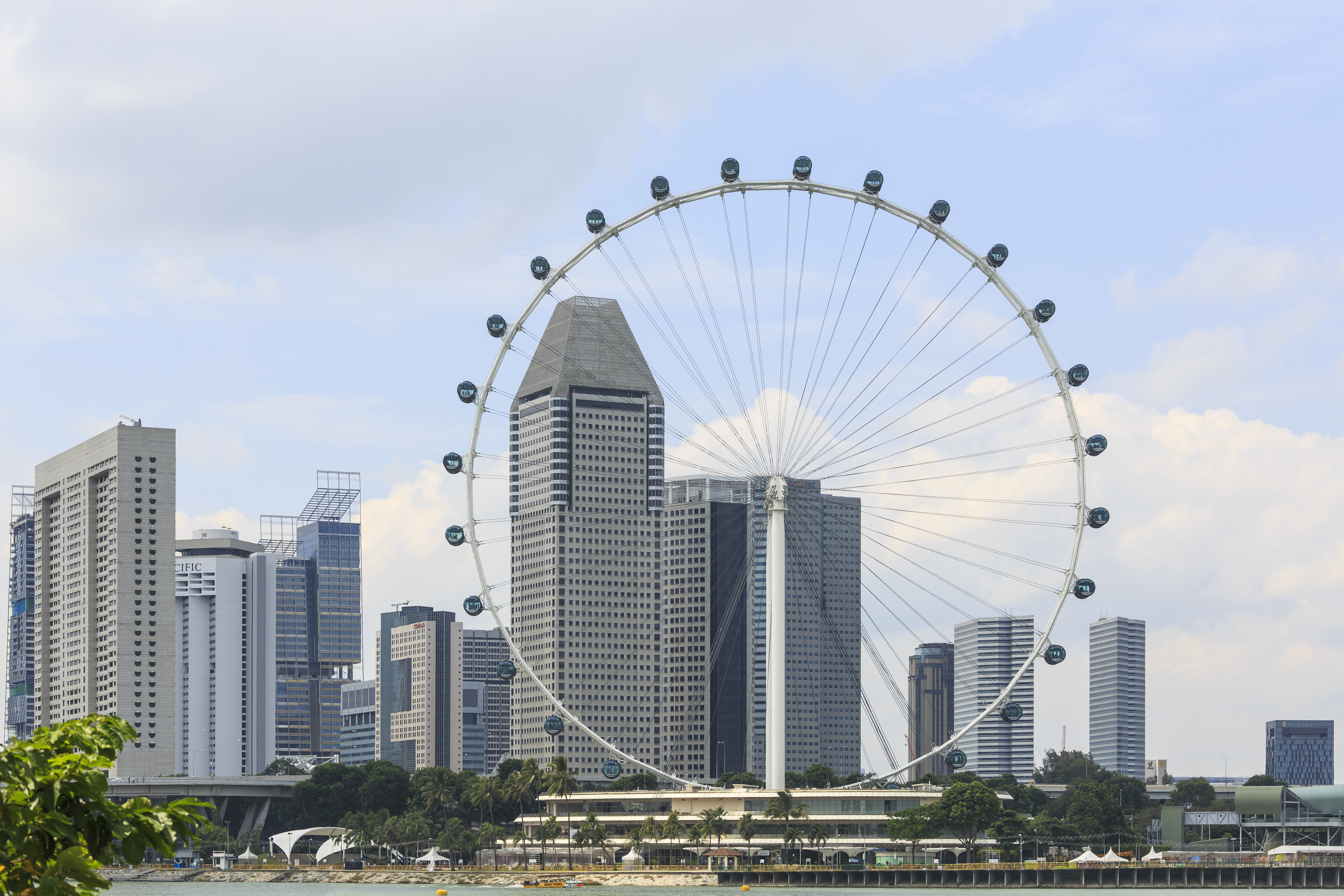
Singapore Flyer

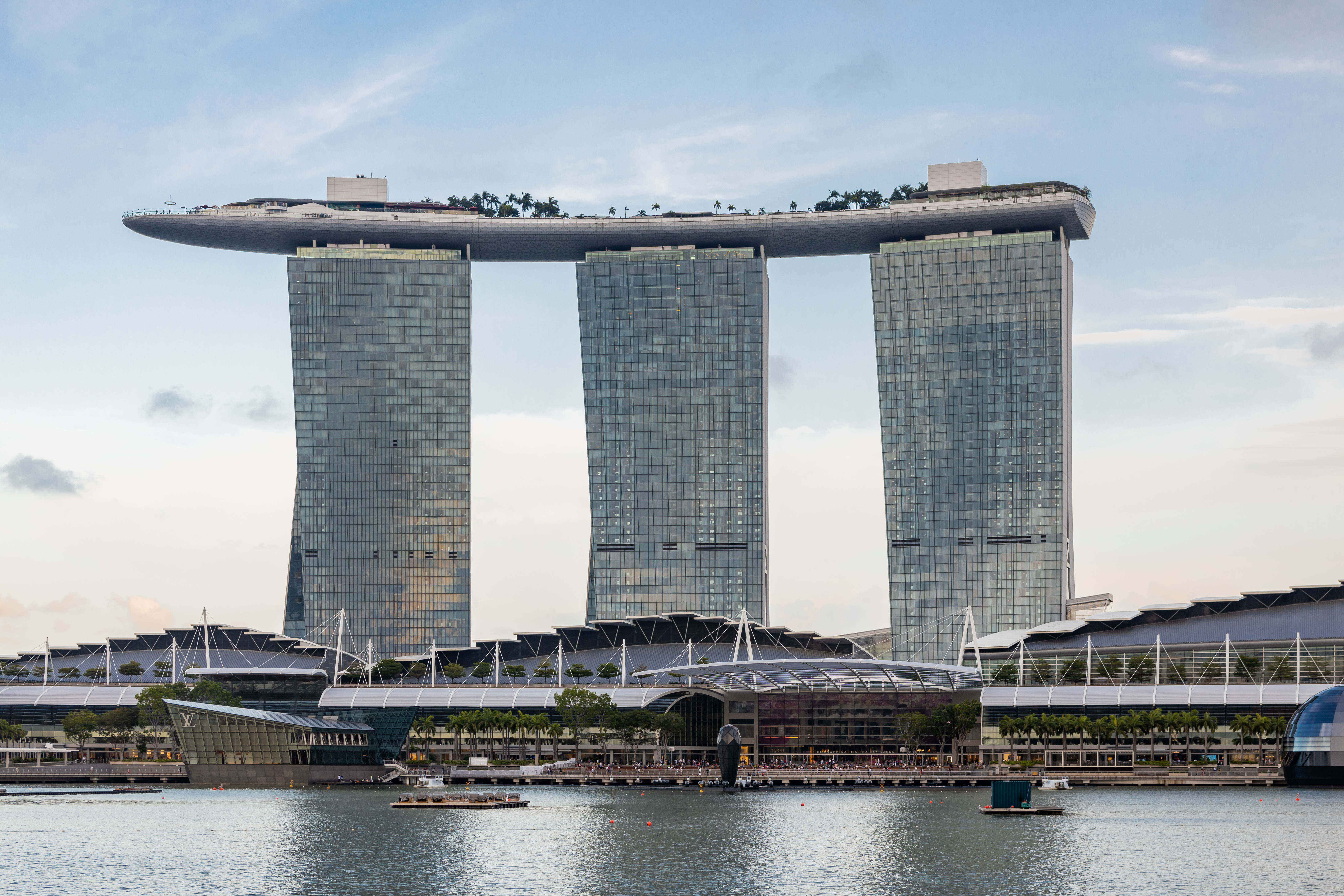
Das Marina Bay Sands

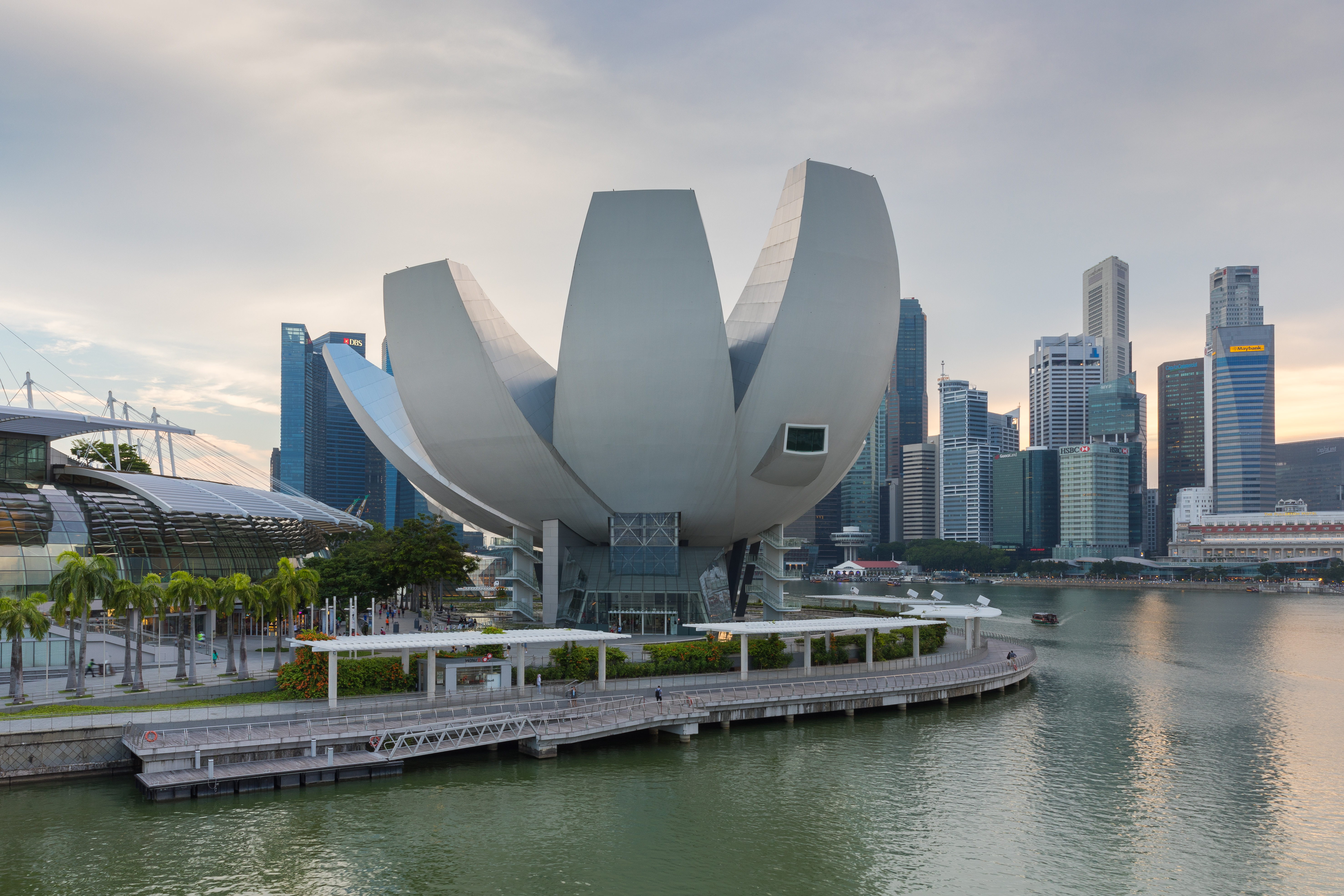
ArtScience Museum

Der Stadtteil Marina Bay beherbergt einige der bekanntesten touristischen Attraktionen der Metropole Singapur:
- Singapore Flyer. Das Riesenrad verfügt über 28 Gondeln und bietet einen wunderschönen Blick über Singapur.
- Die Helix-Brücke. Erbaut in der spiralförmigen Struktur einer menschlichen DNS führt diese eindrucksvolle Brückenkonstruktion nach Marina Bay South.
- Das Marina Bay Sands Hotel. Diese aus 3 Türmen bestehende Hotelanlage zählt zu den exklusivsten der Stadt und ist gleichzeitig eines ihrer bekanntesten Wahrzeichen.
- Gardens by the Bay. Hauptanziehungspunkt der 101 Hektar großen Parkanlage ist neben den zwei riesigen Gewächshäusern vor allem der Supertree Grove. Die 18 futuristischen, künstlichen Bäume sind pflanzenbewachsene Stahlkonstruktionen, die zudem verschiedene technische Funktionen (Stromerzeugung über Photovoltaikmodule, Sammlung der Niederschläge zur Bewässerung, Abluftauslass für die nahen Gewächshäuser) erfüllen. Ein begehbarer Skyway verbindet zwei der Baumkronen in luftiger Höhe.[2]
- Das Marina Bay Floating Stadium. Ein Stadion für Veranstaltungen aller Art mit einer im Wasser liegenden Spiel- und Veranstaltungsfläche.
- Esplanade – Theatres on the Bay. Das Veranstaltungszentrum mit den zwei markanten stacheligen Kuppeln enthält mehrere Veranstaltungssäle. Die größten sind eine Konzerthalle mit 1.600 Plätzen und ein Theater mit 2.000 Plätzen. Aufgrund seiner Architektur ist es bei den Einheimischen als „The Durian“ bekannt.[3]
- ArtScience Museum. Das von Mosche Safdie entworfene Museumsgebäude erinnert von außen an eine geöffnete Lotosblüte und zeigt auf 3 Etagen wechselnde Ausstellungen.

Es ist auch die Heimat des Prudential Marina Bay Carnival und des iLight Carnivals in Marina Bay.
Das Central Promontory wird ebenfalls in Marina Bay The Promontory umbenannt. Der Lawn and Central Linear Park befindet sich im Downtown District. Ein Teil des East Coast Parkway wurde in Marina One und Marina Bay Square umgebaut. Einige der Freiflächen an der Bayfront in der Nähe von Marina Bay Sands wurden für Bildungszwecke entwickelt.

### Founders’ Memorial
Das Gründerdenkmal (Founders’ Memorial) ist auch eine zukünftige Touristenattraktion in Singapur. Der Baubeginn erfolgt 2019 im Rahmen der Sanierung von Marina East, die Fertigstellung erfolgt 2027. Außerdem wird die MRT-Station unter der Thomson-East Coast Line errichtet.

## Marina Bay Circuit

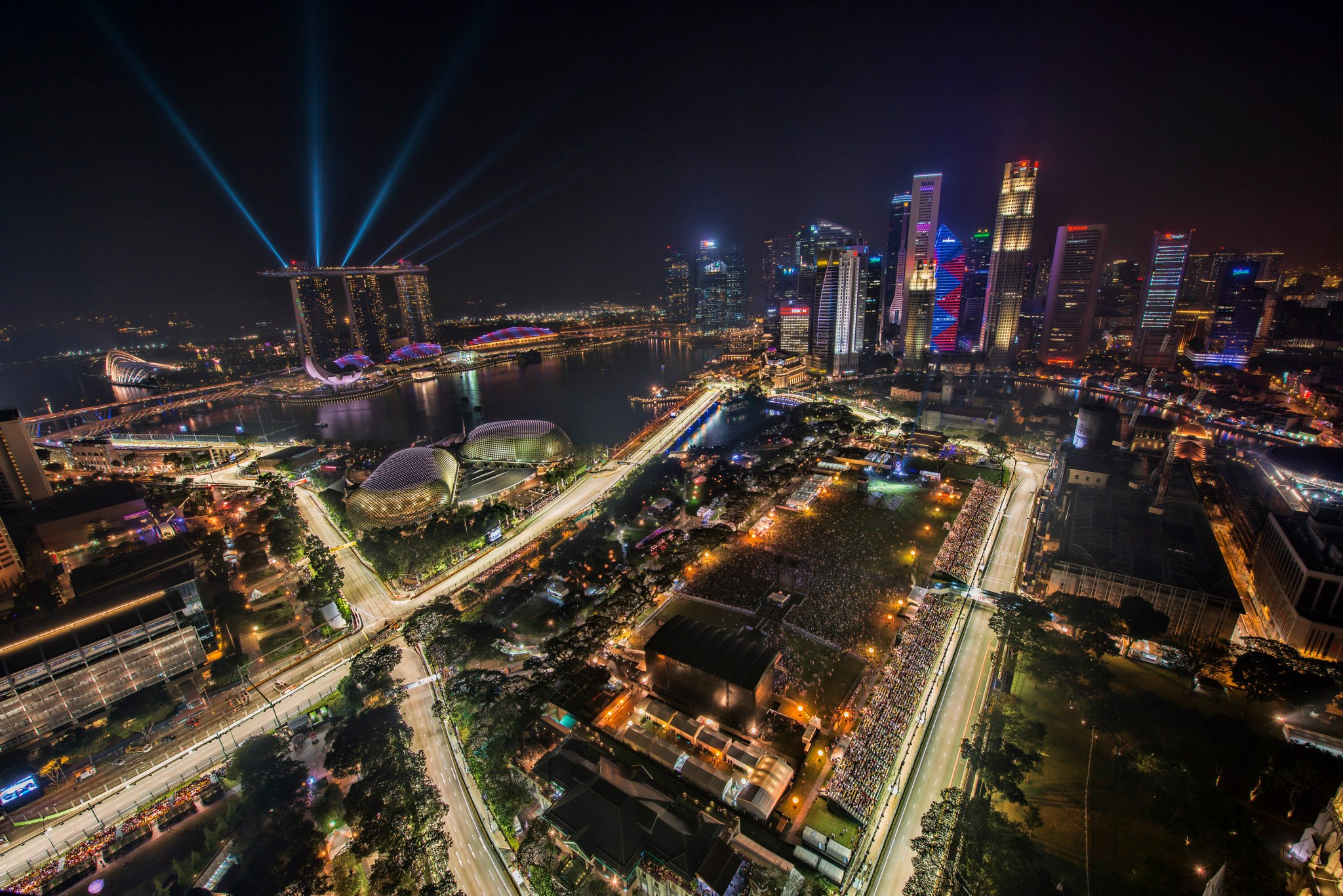
Marina Bay am Wochenende des GP von Singapur

In Marina Bay findet alljährlich der Formel-1 Grand-Prix von Singapur statt. Der enge Stadtkurs, der die meisten genannten Sehenswürdigkeiten passiert, wird nachts befahren und gilt als eines der Highlights der modernen Formel-1. Der Kurs wurde erstmals 2008 befahren und ist mit 23 Kurven einer der kurvigsten und fahrerisch anspruchsvollsten der Formel-1. Das Rennen und vor allem die Beleuchtung der Strecke ist mit großem Aufwand verbunden, aber macht das Rennen einzigartig.

## Geographische Besonderheit
Marina Bay ist in drei Bezirke aufgeteilt: Marina Bay South, Marina Bay East und Marina Bay Centre. Neue, durch Aufschüttung gewonnene Flächen in Marina Bay South und Centre gaben Städteplanern und Architekten großen Freiraum, der Marina Bay zu einem der modernsten Stadtteile der Welt werden ließ. Marina Bay entwickelt sich immer mehr zum Stadtzentrum Singapurs.

## Verkehr
Darüber hinaus ist Marina Bay durch die Stationen North South Line (Raffles Place, Marina Bay, Marina South Pier), Circle Line (Bayfront, Marina Bay), Downtown Line (Downtown, Bayfront, Promenade) sowie Thomson-East Coast Line (Marina Bay, Marina South, Gardens by the Bay, Founders’ Memorial) verbunden.